# Alessandro D'Ancona
Alessandro D'Ancona (Pisa, 20 de fevereiro de 1835 — Florença, 8 de novembro de 1914) foi escritor, crítico literário, político italiano e um estudioso da tradição popular da Itália.

## Biografia
D'Ancona nasceu em Pisa, em uma rica família de judeus, e foi educado em Florença. Com a idade de dezoito anos, publicou seu ensaio sobre a vida e a obra do filósofo Tommaso Campanella.
Em 1855 D'Ancona foi para Turim, nominalmente para estudar Direito, mas, na realidade, para agir como intermediário entre os liberais da Toscana e Cavour. Era amigo íntimo de Luigi Carlo Farini e representou a Toscana na Società Nazionale. Com a queda da dinastia austríaca na Toscana (27 de abril de 1859), retornou a Florença, onde editou o jornal recém-fundado La Nazione. Em 1861 foi nomeado professor de literatura italiana na Universidade de Pisa.
Apaixonado e profundo estudioso das tradições populares, D'Ancona empregou nesses estudos a sua experiência de filólogo e a sua habilidade de escritor. Foi o primeiro estudioso a reconhecer as origens do canto popular italiano na Sicília, e sua subsequente emergência na Toscana.
Deve-se também a D'Ancona, a redescoberta dos trabalhos de Cecco Angiolieri, ao publicá-los em sua "Nuova Antologia" em janeiro de 1874. Em 1891 se tornou membro da Accademia Nazionale dei Lincei e dois anos depois fundou a Rassegna bibliografica della letteratura italiana.
Em 1904 foi nomeado senador do Reino de Itália. Foi então prefeito de Pisa no período de 1906-1907.

## Condecorações
- Ordem dos Santos Maurício e Lázaro
- Ordem Civil de Saboia

## Obras
Entre seus muitos trabalhos, os seguintes merecem destaque:
- Opere di Tommaso Campanella, 2 vols., Turim, 1854.
- Sacre rappresentazioni dei secoli XIV., XV., e XVI, 3 vols, Florença, 1872.
- Origini del teatro in Italia, 2 vols, Florença, 1877.
- La poesia popolare italiana Livorno, 1878 (obra pela qual ele manteve correspondência com Francis James Child).
- Scipione Piattoli e la Polonia, con un'appendice di documenti, Florença, Barbèra, 1915.

Além destes, Alessandro D'Ancona escreveu vários volumes de estudos críticos de literatura, poesia, dramas, ensaios sobre o século XVIII e o Renascimento, edições das obras de Dante e outros autores italianos:
- Memorie e documenti di storia italiana dei secoli XVIII e XIX, ed. Sansoni 1913
- La poesia popolare italiana, ed. Giusti 1906
- Manuale della letteratura italiana (com Orazio Bacci), 6 vol., ed. Barbera 1895
- Studi di critica e storia letteraria, 2ª edição, Zanichelli, Bolonha 1912 (1ª ed. 1880)